# Algebraïsch oppervlak
In de wiskunde is een algebraïsch oppervlak een algebraïsche variëteit van dimensie twee. In het geval van een meetkunde over het veld van complexe getallen heeft een algebraïsch oppervlak een complexe dimensie twee (zoals een complexe variëteit, wanneer het oppervlak niet-singulier is) en dus van dimensie vier als een gladde variëteit.